# Takikomi gohan

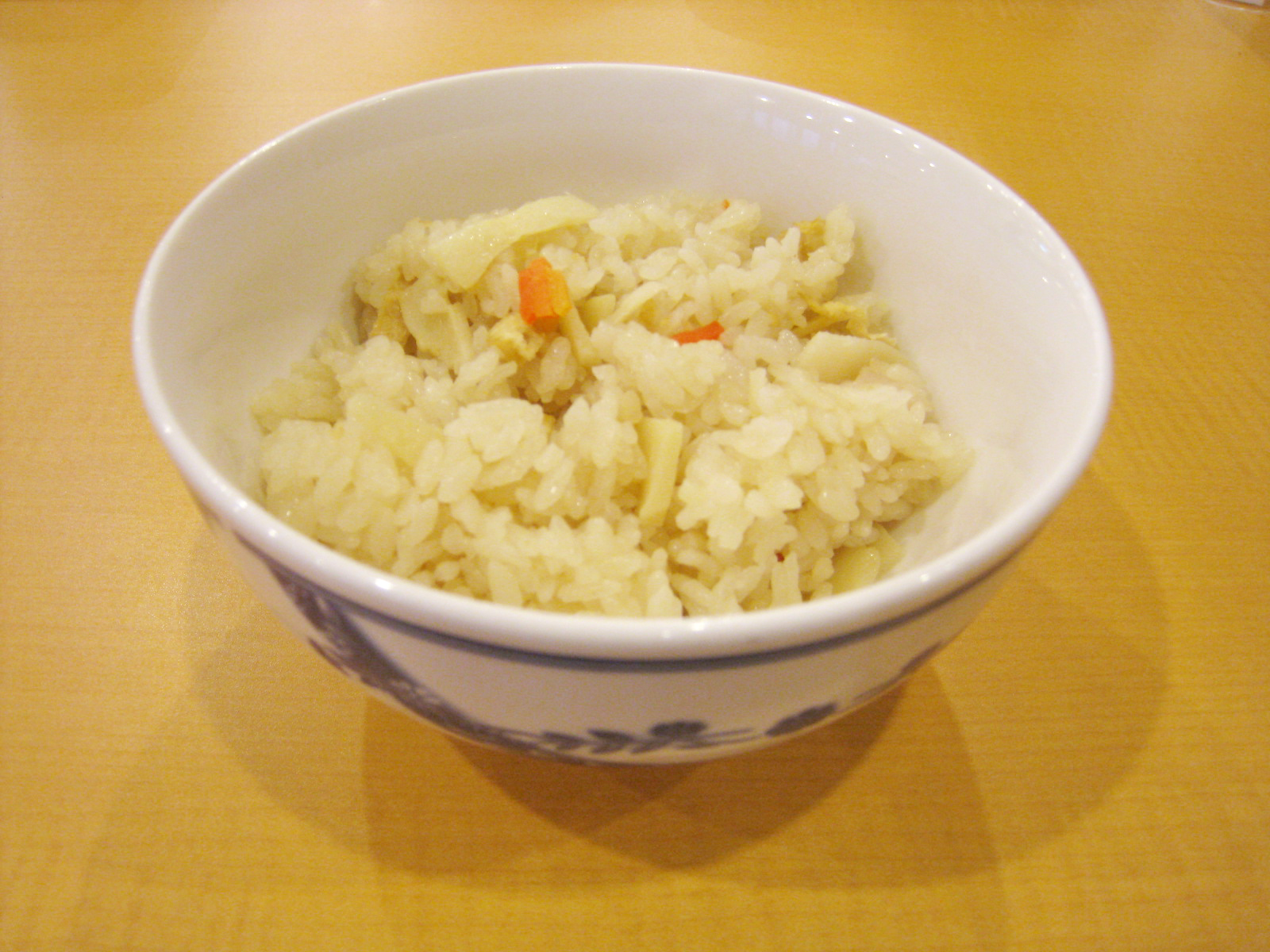
Takenoko gohan (筍御飯), một loại takikomi gohan (炊き込み御飯).

Takikomi gohan (tiếng Nhật: 炊き込みご飯 hay 炊き込み御飯) là một món cơm Nhật Bản được nêm với dashi và nước tương ăn kèm nấm, rau, thịt hoặc cá. Nguyên liệu của takikomi gohan được nấu với cơm; với một cách thức chế biến tương tự, maze gohan (混ぜ御飯) gồm nhiều nguyên liệu được trộn vào cơm đã nấu chín.

## Các biến thể
- Tai-meshi (鯛飯?): cơm với cá tráp biển nguyên con[2]
- Ayu-meshi (鮎飯?): cơm với cá Ayu nguyên con
- Matsutake gohan (松茸御飯?): cơm với nấm Matsutake
- Kani-meshi (蟹飯?): cơm với cua
- Gomoku meshi (五目飯?), hoặc gomoku gohan (五目御飯?): dịch thô: "cơm trộn năm nguyên liệu", với công thức chế biến thường xoay quanh nguyên liệu sẵn có theo mùa, có thể bao gồm nấm hương hoặc nấm đông cô, măng, rễ ngưu bàng, đậu nành tươi, hạt dẻ, thịt gà, cá hoặc hàu.[3] Trong phương ngữ Osaka, món ăn này được gọi là kayaku gohan (加薬御飯?).[3]